# Cát đằng cánh
Cát đằng cánh hay khiên ngưu núi lá có cánh (danh pháp khoa học: Thunbergia alata) là một loài thực vật có hoa trong họ Ô rô (Acanthaceae). Loài này được Bojer ex Sims miêu tả khoa học đầu tiên năm 1825.
Là loài thực vật dây leo thân thảo sống lâu năm, bản địa khu vực Đông Phi nhưng đã du nhập vào nhiều nơi trên thế giới. Nó được tìm thấy trong thảm thực vật Cerrado ở Brasil và Hawaii, miền đông Australia, miền nam Hoa Kỳ trong các bang Texas và Florida, được trồng làm cây cảnh trong vườn hay trong các giỏ treo.

## Miêu tả
Cát đằng cánh có kiểu mọc dạng dây leo lâu năm, và có thể mọc cao tới 1,8-2,4 m (6–8 ft) trong khu vực nhiệt đới, hoặc ít hơn như là cây một năm hay thực vật trồng trong chậu. Nó có thân ghép đôi và các lá hình tim hay hình mũi tên có ít lông, cuống có cánh. Hoa 5 cánh và mọc trong suốt mùa sinh trưởng, mọc đơn độc ở nách lá. Thông thường hoa có màu cam đậm với đốm sẫm màu đặc trưng ở giữa, mặc dù các chủng khác nhau có thể có hoa màu đỏ, cam, cam đỏ, trắng, vàng nhạt, vàng tươi, có hoặc không có phần tâm màu sôcôla tía đặc trưng.

## Gieo trồng
Hạt của cát đằng cánh dễ nảy mầm trong đất nhiều mùn với một ít cát. Ngâm hạt trong nước ấm qua đêm giúp cải thiện nảy mầm khi gieo. Nó là loài cây mọc khỏe, nhanh ra hoa, với việc xén tỉa nhẹ giúp ra nhiều hoa hơn.

## Hình ảnh

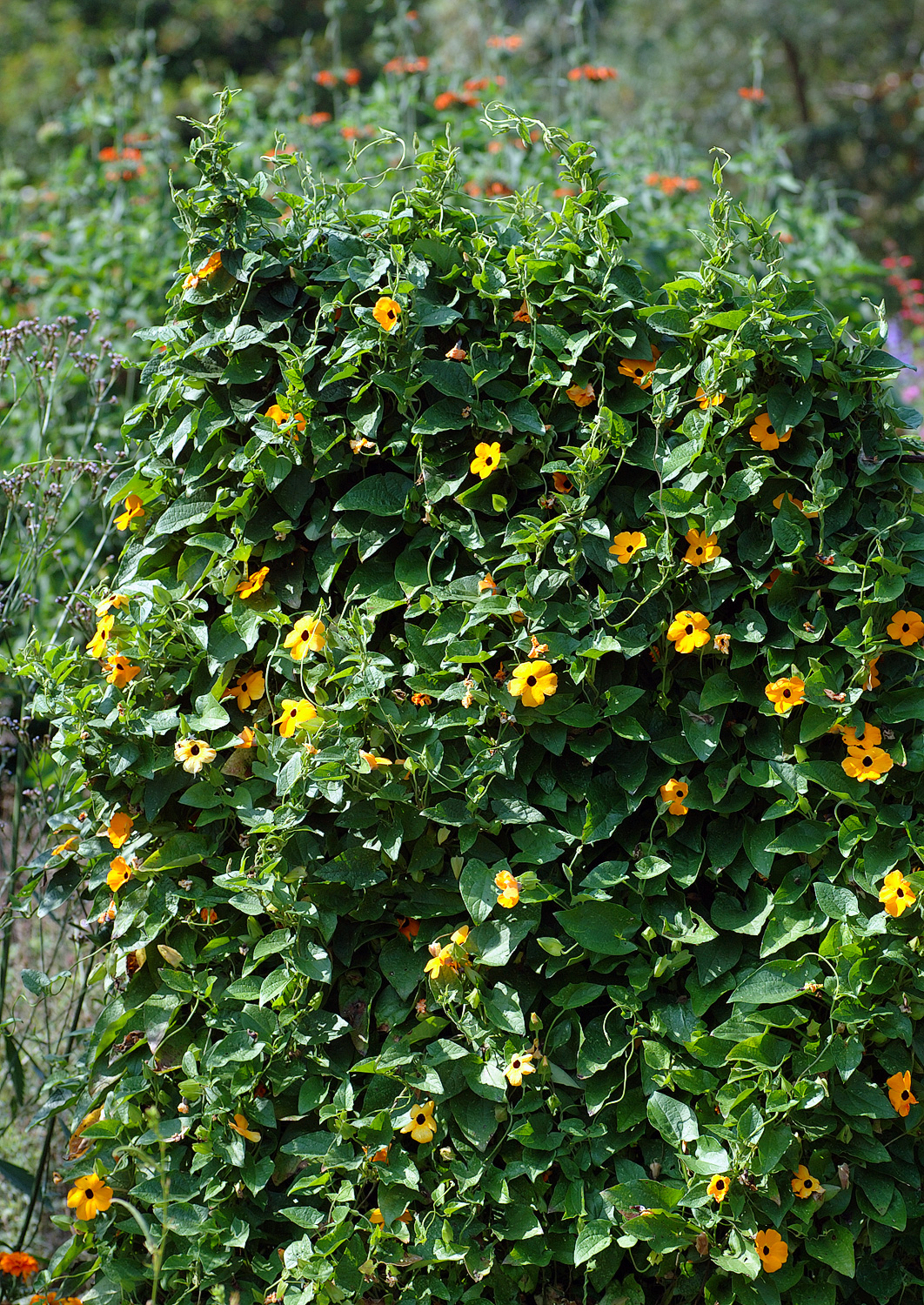
Hoa và lá.
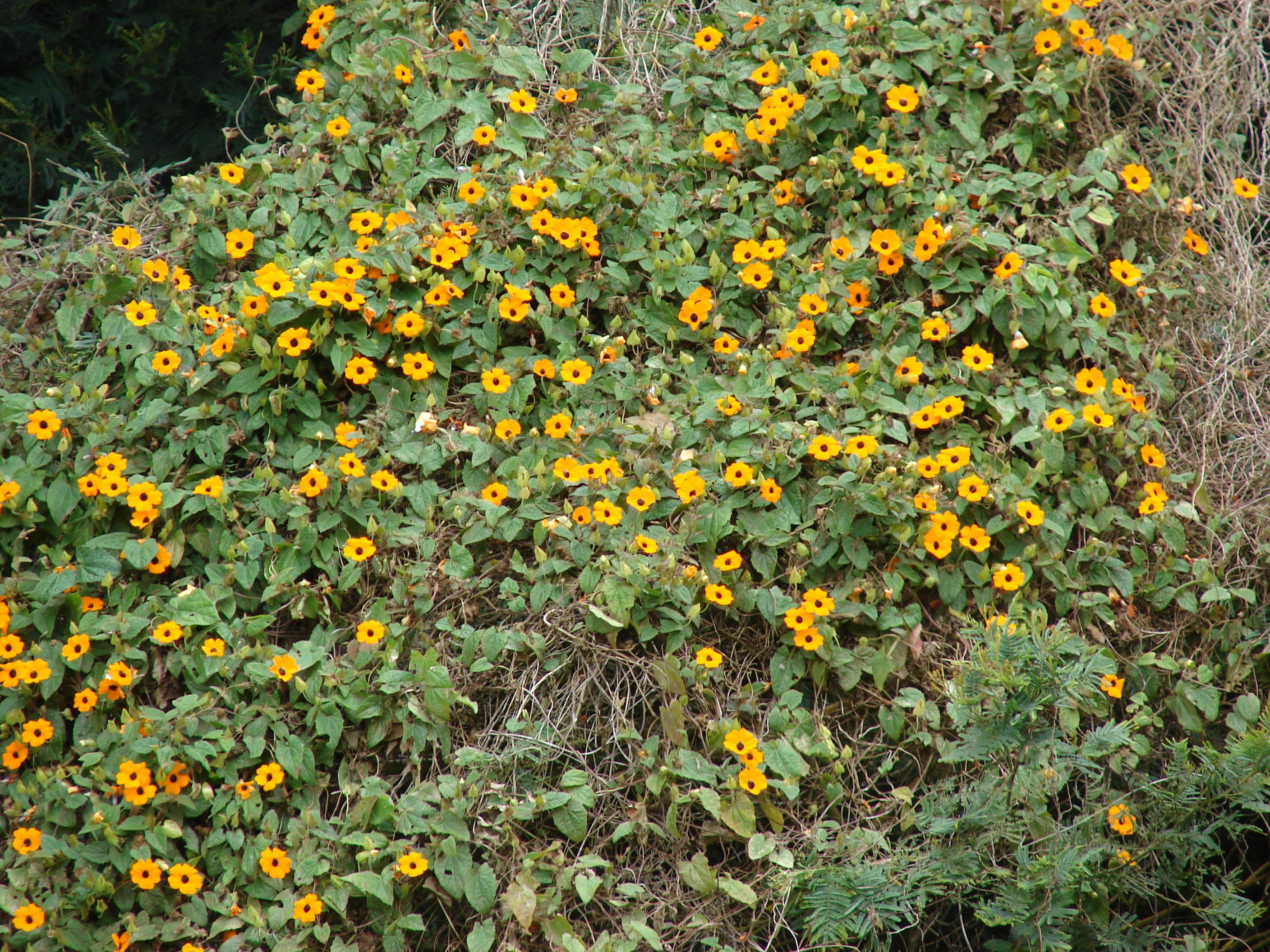
Hoa và lá.
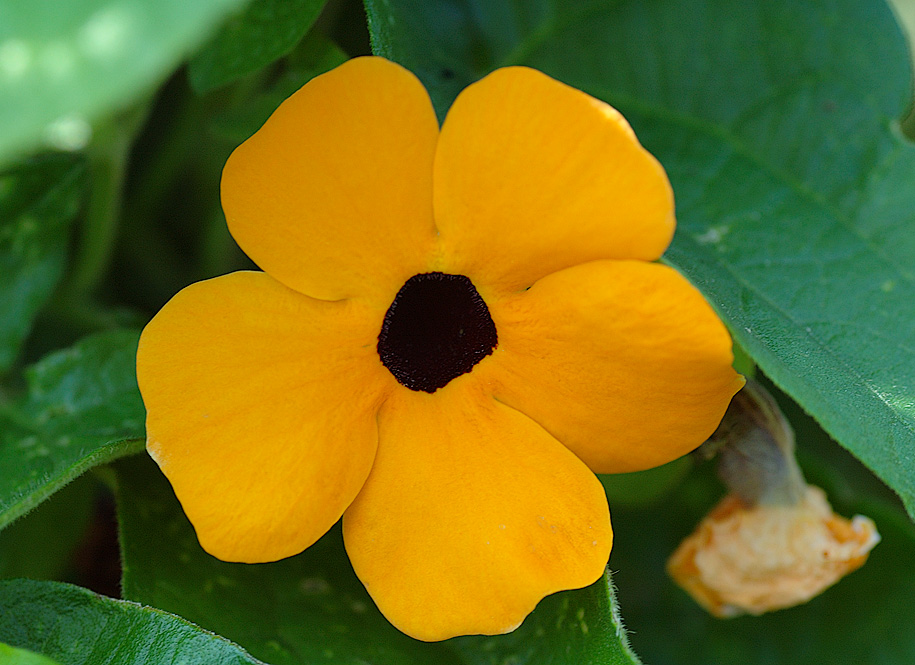
Hoa.
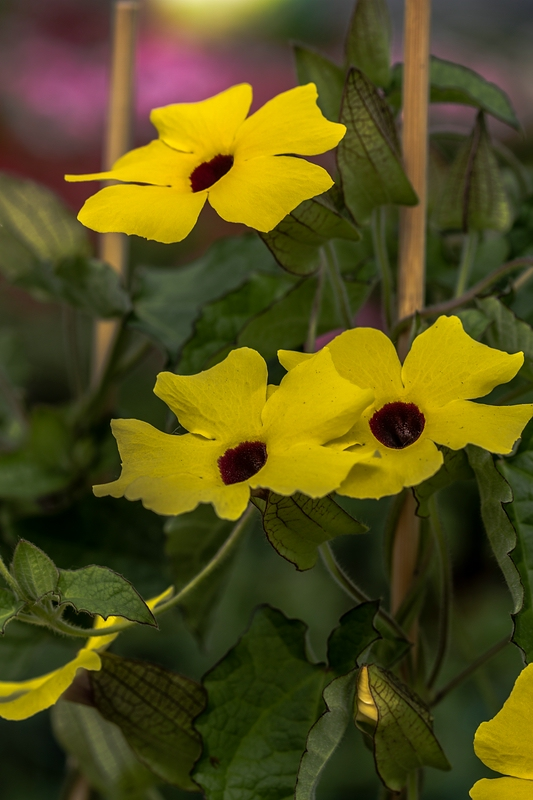
Hoa.
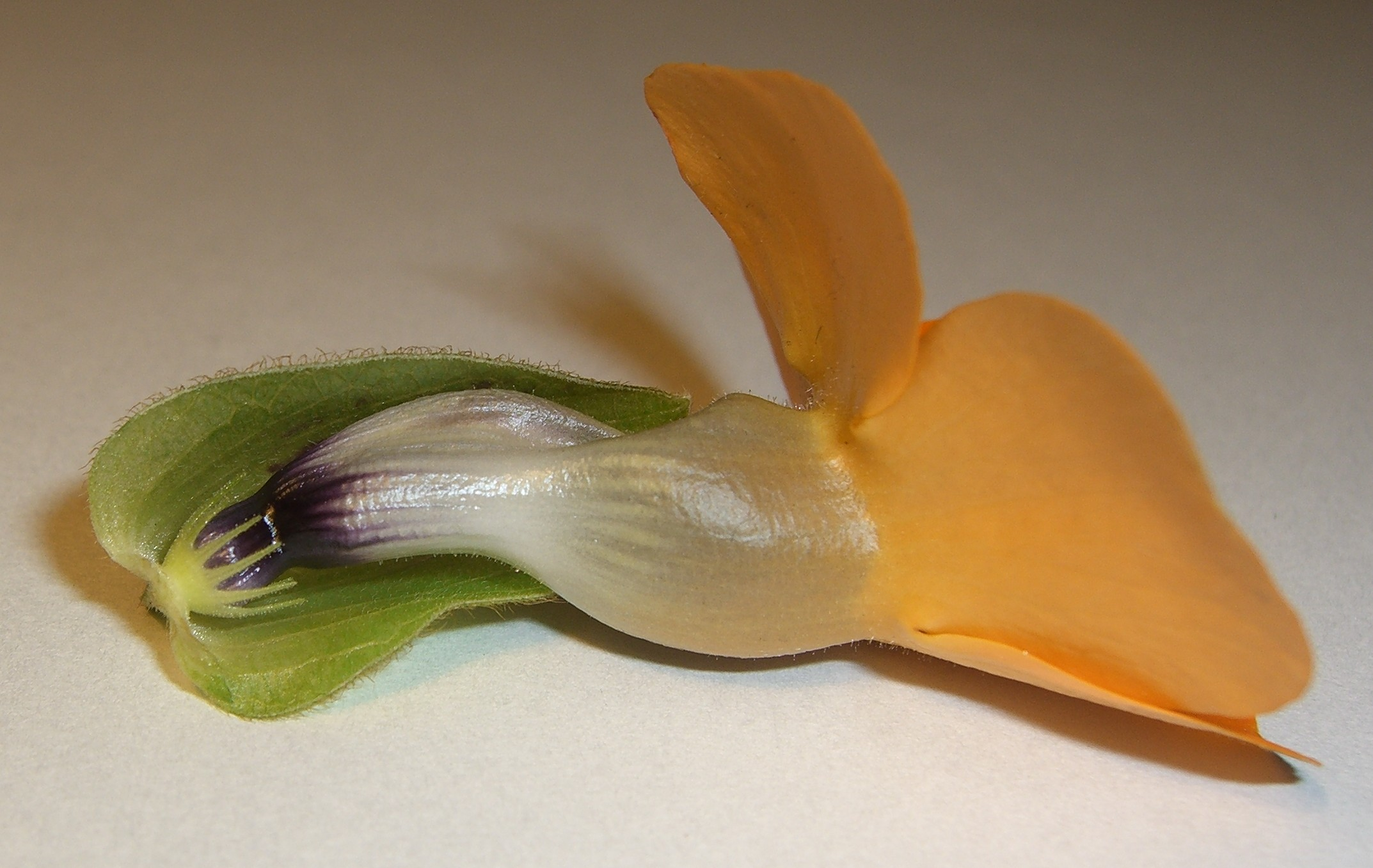
Hoa Thunbergia alata (bỏ lá bắc).
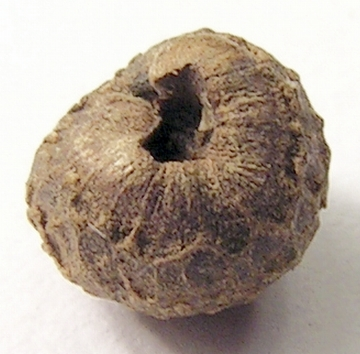
Hạt của Thunbergia alata. Đường kính khoảng 4 mm.
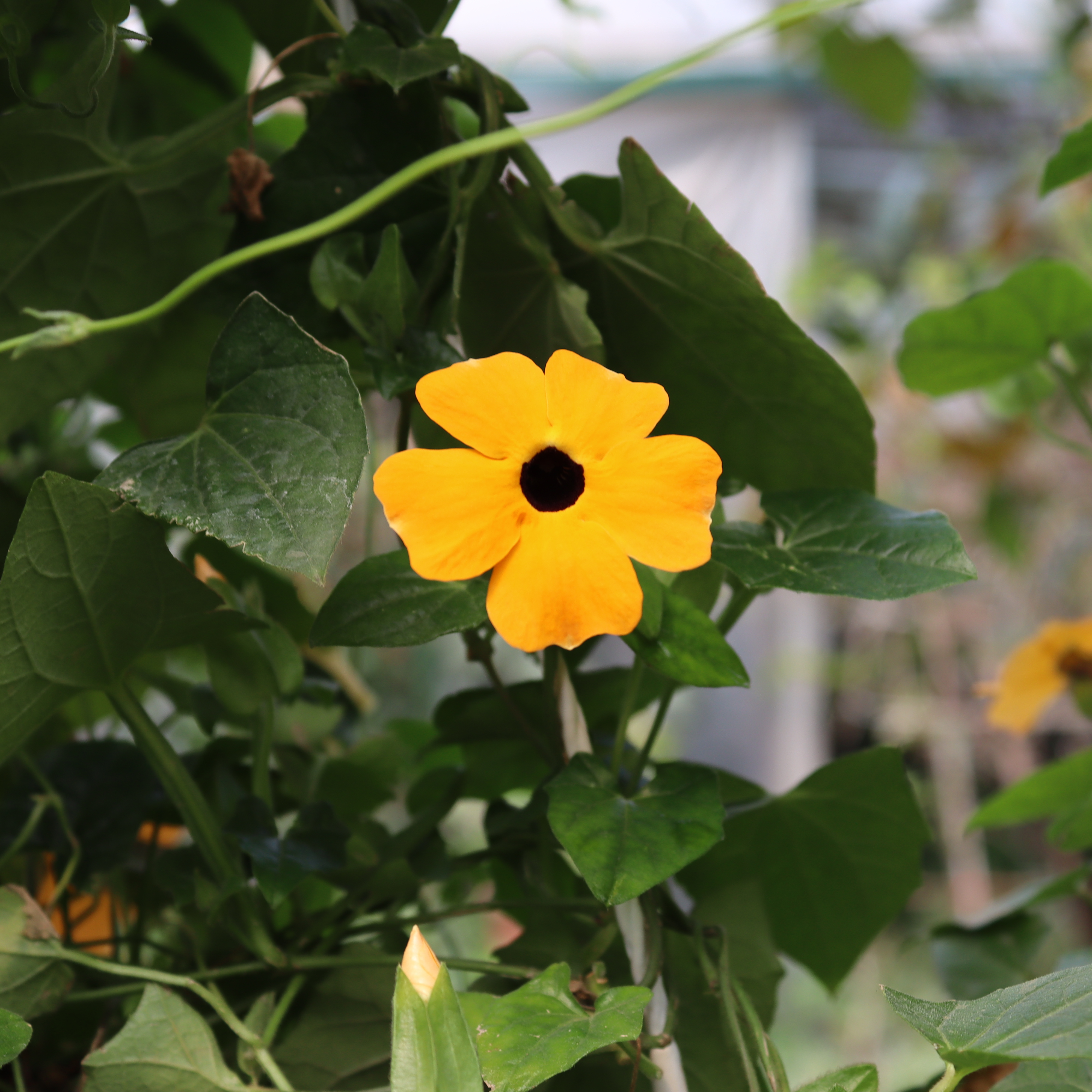
Hoa mắt huyền đang được bày bán ở Phụng Công